# Elezioni europee del 2014 a Cipro
Le elezioni europee del 2014 a Cipro si sono tenute il 25 maggio per il rinnovo della delegazione cipriota al Parlamento europeo.

## Risultati
| Liste  | Liste                                          | Gruppo  | Voti    | %     | +/-   | Seggi | +/-     |
| ------ | ---------------------------------------------- | ------- | ------- | ----- | ----- | ----- | ------- |
|        | Raggruppamento Democratico (DISY)              | PPE     | 97.732  | 37,75 | 1,76  | 2     | Stabile |
|        | Partito Europeo (EK)                           | -       | 97.732  | 37,75 | 1,76  | -     | -       |
|        | Partito Progressista dei Lavoratori (AKEL)     | GUE/NGL | 69.852  | 26,98 | 8,37  | 2     | Stabile |
|        | Partito Democratico (DIKO)                     | S&D     | 28.044  | 10,83 | 1,48  | 1     | Stabile |
|        | Movimento dei Socialdemocratici - EDEK         | S&D     | 19.894  | 7,68  | 3,76  | 1     | Stabile |
|        | Movimento degli Ecologisti Ambientalisti (KOP) | -       | 19.894  | 7,68  | 3,76  | -     | Stabile |
|        | Alleanza dei Cittadini                         | -       | 17.549  | 6,78  | nuovo | -     | -       |
|        | Messaggio di Speranza                          | -       | 9.907   | 3,83  | nuovo | -     | -       |
|        | Fronte Popolare Nazionale (ΕLAM)               | -       | 6.957   | 2,69  | 2,48  | -     | Stabile |
|        | Indipendente (Levent Sener)                    | -       | 2.718   | 1,05  | nuovo | -     | -       |
|        | Partito per gli Animali di Cipro               | -       | 2.288   | 0,88  |       | -     | -       |
|        | Azione (Δρασυ/Eylem)                           | -       | 2.220   | 0,86  |       | -     | -       |
|        | Altri <0,5%                                    | -       | 1.753   | 0,68  |       | -     | -       |
| Totale | Totale                                         | Totale  | 258.914 |       |       | 6     |         |